# Dry River (Ruamahanga River)
Der  Dry River ist ein Fluss in der Region Wellington auf der Nordinsel von Neuseeland.

## Geographie
Der Dry River hat sein Quellgebiet rund 600 m nordwestlich des 863 m hohen Bull Hill. Nach rund 600 m in nördlicher Richtung schwenkt der noch junge Fluss zunächst nach Osten und dann nach Nordosten ab. Nach rund 10 km Flussverlauf dreht der Dry River in einem langen Bogen in eine nordwestlich Richtung, um schließlich nach insgesamt knapp 16 km als linksseitiger Fluss in den Ruamahanga River zu münden.